# مقاطعة رازغراد
مقاطعة رازغراد (بالبلغارية: Област Разград)‏ هي إحدى مقاطعات بلغاريا تقع في شمال شرق بلغاريا. يُقدر عدد سكانها بـ 125,190 نسمة ومساحتها 2,639.7 كم2.

## الموقع
موقع المقاطعة بين مقاطعات بلغاريا:

## أعلام
- سليمان حلمي طوناخان